# 婚姻

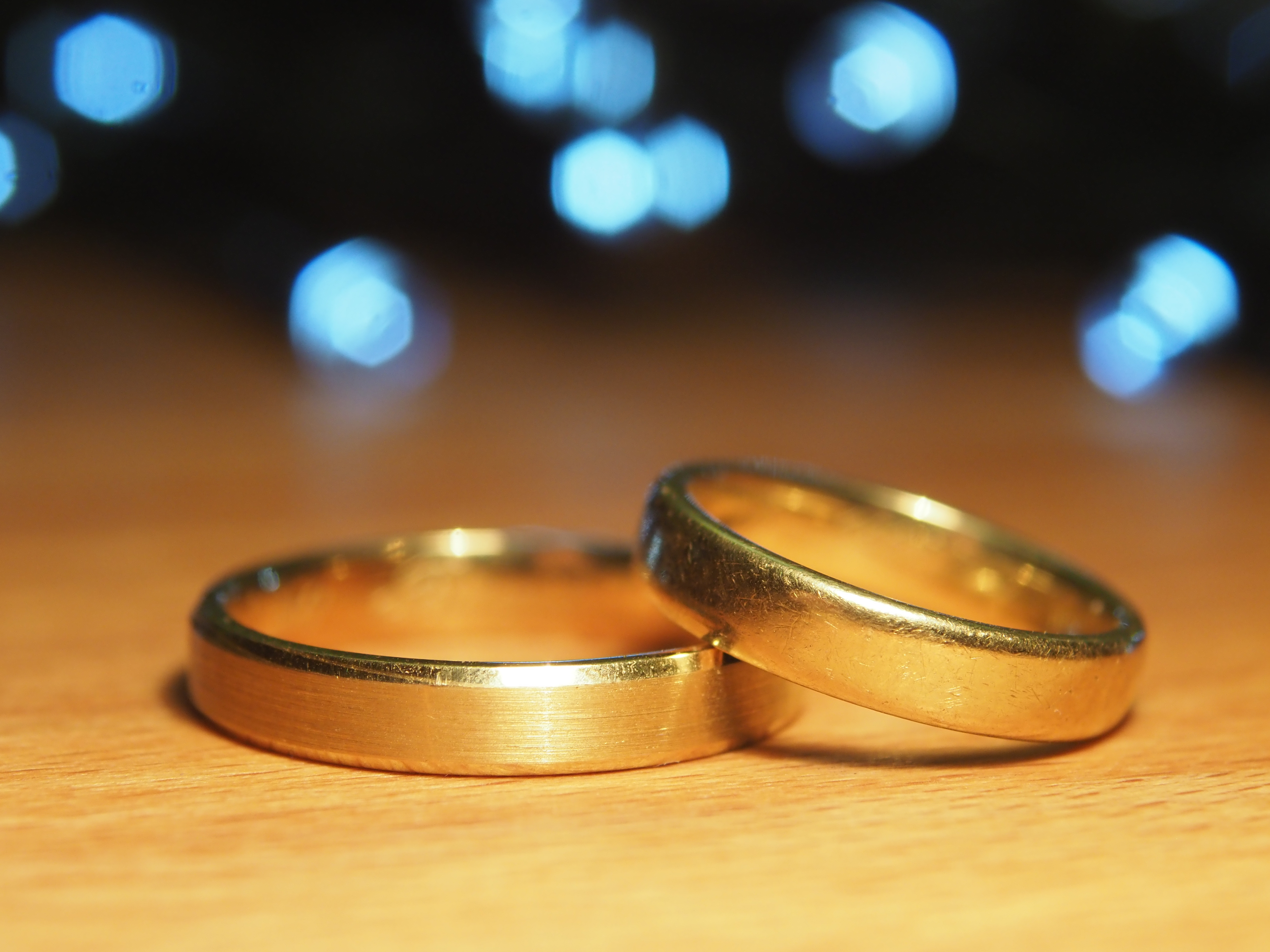
一對結婚戒指

婚姻是一種人際間取得親屬關係的社會結合或法律約束。根據观念和文化的不同，通常以一種親密或性的表現形式被承認。締結婚姻關係的行為稱為結婚，為此所進行的儀式稱為婚禮，结婚的具体原因很多，比如法律、社會、情感、經濟、精神和信仰的需要。通常，婚姻是组成家庭的基础和根据，是家庭成立的标志。婚姻也被視為是一種社會制度，個體之間的感情紐帶。婚姻雙方家長互稱“親家”或“姻親”。广义地说，婚姻是普世人性的一部份，也就是說，所有的人類文化都有某種形式的婚姻。
現代婚姻普遍為單偶制形式。但在部分地區過去的文化歷史及許多古老部落中亦存在其他的婚姻形式，現今某些地区或宗教的法律亦承認一夫多妻、一妻多夫等多偶制婚姻。
世界上多数国家与地区采用婚姻登記制，在满足其他条件下不限制結婚次數。目前，世界上婚龄最长的夫妇已经结婚80年。

## 定義
婚姻在不同時代、不同民族、不同國家與地區、不同文化中的定義中有若干差異。
人類學家愛德華·韋斯特馬克在其1922年的著作《人類婚姻史》中將婚姻定義為「男性與女性之間持久的結合」。但在他1936年的著作《西方文明中的婚姻未來》中，他否決了自己先前的定義，將婚姻定義為「一個或多個男人與一個或多個女人之間受法律或習俗承認的關係」。
人類學手冊《筆記與疑問》將婚姻定義為「男女之間的結合，使得女人所生的孩子是雙方的公認合法後代」。
人類學家埃德蒙·利奇主張婚姻應該被定義如下：
- 配偶資格所賦予的權利和責任（the rights and duties inhering in spousedom）。
- 配偶間所該有的人際關係（the personal relationship between people considered spouses）。
- 藉由訂婚所創造或鞏固的結盟和關係（relationships and alliances created or cemented by espousal）。

他建議婚姻應該被視為「一組規定財產、稱謂（title）和社會地位（social status）如何運作的正式規則（legal rules）」。
歷史學家史蒂芬妮·昆茲認為婚姻在歷史上的作用，是建立家族與家族（或更大團體）之間的聯繫。亦即，婚姻是由年輕情侶的家長或監護人安排，致使家族能聯合彼此的財富或土地來獲得優勢。「為愛結婚」反而是近現代才有的特殊現象。

## 本質
婚姻從表現形式上看，是雙方財富、心理和生理的結合；從本質上看，是雙方的一種特定的社會盟約。從人類社會出現以來，使雙方結合趨於規範化的主要手段是風俗、倫理和法律；現代社會亦同樣。
婚姻成立的主要動機不只是在於滿足性需求，還有更複雜的動機。
德國社會學家L.穆勒曾歸為三种動機，即經濟、子女和感情，並認爲在上古時代經濟第一，子女第二，愛情第三；中古時代，子女第一，經濟第二，愛情第三；現代社會，愛情第一，經濟第二，子女第三。古代社會，婚姻的主導動機源於婦女是創造財富的活動工具，娶妻是爲了增加勞動力，人的性慾在婚姻之外可以得到滿足。人類婚姻史的第二时期，婦女勞動範圍逐漸變小，財富及繼承問題日趨突出，於是關於個人至親骨肉的後代觀念便成了婚姻的主導動機。婚姻是爲了生育合法的兒女和照管家室。第三時期，婦女社會地位起了變化，個人自由成爲社會生活的基本準則，愛情成了婚姻的主導動機，其次才是生兒育女和權衡經濟。但即使是在现代社会，经济和子女这两个因素在婚前考量和婚后仍然占重要地位。

## 制度與形式
在世界各地從古至今有著各種不同的婚姻制度及婚姻形式：

### 以人數分
- 單配偶制：又稱雙單式婚姻，指一人與另一人互爲對方的惟一配偶，并排斥与外人同居。其中，一名男性與一名女性為夫妻的婚姻制度稱爲一夫一妻制，雙方同時只有一名配偶，佔全球15%[10]。
- 多配偶制：
  - 單複式婚姻：指婚姻當事人一方為單數，另一方為複數。
    - 一夫多妻制：指一个男子同时與兩位或以上的女子存有婚姻關係，這些女子之間沒有婚姻關係，屬單複式婚姻的類型之一。
    - 一妻多夫制：指一个女子同时與兩位或以上的男子存有婚姻關係，這些男子之間沒有婚姻關係，屬單複式婚姻的類型之一。

  - 雙複式婚姻：又稱群體婚姻（Group Marriage），指婚姻當事人雙方皆為複數。
    - 群婚：又稱集團婚，指一群男子和一群女子互為夫妻。
      - 血缘群婚制：指家庭内部（直系及旁系）的同輩的多個兄弟與多個姊妹互爲共同配偶。
      - 亚血缘群婚制：又稱伙婚、普那路亚婚制（Punalua family），指一個家庭的若干姊妹與另一個家庭的若干兄弟互爲共同配偶[11]。建立了土兰尼亚式亲属制度（Turanian Family）和加诺万尼亚式亲属制度。

    - 对偶婚：指男女皆有多名配偶，男子有一正妻及多名副妻，女子有一正夫及多名副夫，一人可以身兼不同異性的正配和副配。
    - 多邊忠貞（Polyfidelity）：多於二人的婚姻團體中的任何一人與其餘任何一人互爲共同配偶，且婚姻關係僅限於該團體内部。

### 以婚姻對象分
- 內婚制：必須在特定社會階層以內，或某社會團體中，或宗族內，或家庭內，選擇配偶的婚姻制度。
  - 近親婚姻：近親之間的婚姻關係，涉及亂倫禁忌。
  - 族內婚：同一部落民族內的婚姻關係。
  - 教內婚：同一信仰內的婚姻關係。
  - 門當戶對（英语：Homogamy (sociology)）：雙方家族的社會政治地位和經濟狀況不相上下的婚姻關係。
- 外婚制：在自身氏族、文化或者社會團體之外選擇配偶結婚的婚姻制度。
  - 涉外婚姻：或稱跨國婚姻，指不同國籍的人之間的婚姻。
  - 異族通婚：不同民族或種族的個體間的婚姻。
  - 異教通婚（英语：Interfaith marriage）：不同宗教信仰的個體間的婚姻。
  - 懸殊婚配（英语：Heterogamy）：雙方身份地位差異較大的婚姻，此一及下屬説法可能帶有性別偏見或性別中心主義。
    - 低嫁（法语：Hypogamie）：指女性與身份地位低於自己的男性結婚。
    - 高嫁：指女性與身份地位高於自己的男性結婚。
    - 貴賤通婚：貴庶通婚，又稱貴賤通婚，是在歐洲君主制國家中不同社會階層的婚姻，尤其指男方較女方地位高者，但有時亦指與丈夫死後改嫁、帶着因亡夫而來的銜頭之貴族女子與較低地位男子的婚姻。
- 異性婚姻：不同性別的人之間的婚姻。
- 同性婚姻：相同性別的人之間的婚姻。
- 夫兄弟婚：指女子在丈夫死後嫁給亡夫的兄弟，或一個女性同時以兩個或多個互爲兄弟的男子為配偶。前者也稱利未婚、轉房婚。
- 妻姊妹婚：指男子同時以兩個或多個互爲姊妹的女子為配偶，或在妻子死後續娶亡妻的姊妹。此在一夫多妻制社會中經常出現。
- 交換婚：指一个家族的兒子、女兒分別與另一个家族的女兒、兒子结婚，又称换婚[12]或换亲。多个家庭参与的在中國则称转亲。
- 童婚：配偶中至少一人未滿15歲的婚姻，在部分国家违法。

### 以婚姻成立形式分
- 共諾婚（marriage by mutual consent）:由婚姻當事人，依合意而結婚，為現代文明國家採取之制度。
- 聘娶婚（marriage by gift）：女子由家長嫁與男子為妻，男性無須支付對價，但若有交付財物，係作為禮物，稱為聘禮。婚後女子脫離原生家庭成為男方家庭成員。
- 有償婚（marriage by consideration）：男人給付對價而娶妻，又可分為1.互易婚、2.勞役婚、3.買賣婚。
- 掠奪婚（marriage by capture）：又稱抢婚，指强迫另一方婚姻當事人而來的婚姻，在父系社會時代一般爲男人搶奪女人為妻。

### 其它形式
- 入贅：亦稱招贅，指男子婚後成為女方家庭成員。入贅的男子稱為贅婿或贅夫。
- 訪妻婚：日本古代的一種婚姻形式。這種婚姻是夫婦別居，男女各自與自己母親和同母兄弟姊妹同住，男方在晚上進入女方家中，短則翌日清晨離開，長則在女家逗留數年，所生的子女隨母親生活。
- 走婚：指不涉金錢，亦不需要同居，純粹以愛情關係維持的婚姻。存在于摩梭人，較為自由。[13]
- 偶婚制：男女按照婚姻形式结成配偶，但是不排斥与外人同居。双方都可以随意离婚或分居。
- 權宜婚姻：又稱政治婚姻，指一種並非基於愛情的婚約，是家族或個人為了透過婚姻得到某種權益而行使的。
- 強逼婚姻：又稱逼婚，指違反一方或雙方當事人意願促成的婚姻。不等同包辦婚姻，可以是擬結婚的一方強逼對方與自己結婚，過程中不涉及第三者如媒人、家長等。
- 包辦婚姻：指並非由結婚者來決定對象的婚姻。不一定是強逼婚姻，有些是得到結婚者同意由他人代替他們選擇對象。
- 指腹為婚：指為兩個胎兒訂立婚約。因怕一方不守信諾，將衣襟裁為兩幅，各執一幅為憑證者，稱「指腹裁襟」或「指腹割衿」。

## 制度外的婚姻
- 事实婚姻：指未经法律登记或是不符合當地法律規定而不具備法律的效力，但被婚姻当事人认可或被社会承认和接受的婚姻。往往出现在婚姻法尚未强制执行的时期，为法律所暂时容忍的婚姻状态。或是當事人雙方雖依法結婚，但因不符法律實質要件例如為民法上禁止結婚的親屬因而無效，但有共同生活的事實，諸如此類的狀況，也構成事實婚姻。
- 网婚：在互联网上締結不受法律承認的虚拟婚姻。
- 冥婚：为已死之人举行婚礼，締結死前不存在的婚姻。

## 配偶的选择
不同的社會或文化下，對配偶的選擇也有許多不同。主要的差異是在於配偶選擇是二個人共同的決定，或由雙方的家族所做的決定。不同文化下，規範婚姻效力的規則也會不同。
2003年联合国世界生育率报告指出所有人口中，有89%在49歲之前結婚。有些國家49歲之前結婚的比例只有50%，而有些國家將近100%。
在一些對於選擇伴侶沒有太多規則的文化中，人們的結婚可能是戀愛結婚（自由戀愛），和自己愛的人結婚前可能會有一段追求配偶的求偶過程，也有可能是由家長或是媒人安排的包办婚姻或相親，也有許多介於兩者之間的情形。

## 婚姻解消
原本存在的婚姻關係，因死亡、雙方協議、或是經由法庭程序以裁判或是因訴訟上的調解或和解成立，都使配偶雙方間因而結束婚姻關係。
在大部份的社會中，配偶一方的死亡也就表示婚姻的結束。在一夫一妻制的社會中，在經過一段時間的喪期後，允許健在者再婚，有些地區因此而與前配偶的家族間不再存有任何姻親的關係。
在一些社會中，婚姻可能會被廢除，由權威者宣佈婚姻無效，視同沒有發生過。
由于婚姻因為離婚而結束，离婚在历史上受到宗教和文化传统上的摒弃。在離婚後，一方可能需要付贍養費給其配偶，離婚的法律及離婚的困難度隨各國而不同。在離婚或婚姻廢除後，原來的配偶雙方都成為單身，可以再和其他人結婚。因为宗教势力的强大，直至21世纪初期日本（2015年）、法国（2016年）等国家，才逐步移除对离婚的所谓“冷静期”以及类似罚款的诸多限制，简化离婚的手续。在2011年马耳他宣布离婚合法化后，到2019年為止，只有菲律賓及教廷在法律上不允許離婚。由于离婚的违法，菲律宾存在低结婚率/高单亲家庭率，和严重的家庭暴力问题。
二十世纪以来，无过失离婚这一概念逐渐开始产生。一些国家也在法律中增加了配偶雙方不需舉證對方過失，只要雙方都同意就可以離婚的法定權利。美國的無過失離婚最早是在1969年在加州訂定，紐約則在1989年將其法制化，是美國最後訂定此法律的一州。
原先不允許婚姻雙方可自行協議離婚的限制，如今各國已大多承認，除由法院裁判離婚之外，也可在當事人自行合意終止婚姻關係下而離異，但自行合意離婚是否須透過法院途徑，依各國法律規定仍有不同。
在英國約45%的婚姻以離婚收場，依照2009年的統計，美國46%的婚姻最後離婚了。

## 歷史
很多文化都有有關婚姻起源的傳說，婚姻進行的方式，婚姻的規則及其影響都隨著時代而改變，婚姻本身也會隨著文化及人口的變化而有不同。

### 歐洲
在早期基督教時期（西元30至325年），婚禮視為是個人的事，沒有統一的宗教儀式或是禮儀。不過主教伊格那丢在西元110年時寫信給士每拿的坡旅甲時有提到：「要結婚的男女在主教的許可下成為夫妻，表示他們的婚姻是依照基督教的神的心意，而不是因為個人的私慾。」
到1545年前，歐洲大部份地區的基督教婚禮都是要新人雙方同意，表示願意結婚的意願。雙方需親口對彼此表示願意結婚，不需要牧師或是見證人。若是在自願的情形下表示，且時態是現在式（例如：I marry you），這毫無疑問的是結婚誓言，若是未來式（例如：I will marry you），則是訂婚誓言。

### 中國
在中國神話中，婚禮是由女媧及伏羲而來的。在古代中國社會中，一夫多妻是被许可的婚姻。此外，关于婚姻有多种禁忌，如同姓不婚和禁止收继婚等。同姓不婚的目地是为減少近親性交的可能性，即使双方并无血缘关系。不過母系的親屬（例如表兄弟姊妹）和自己不同姓，不受同姓不婚的約束。有些家庭其至多代都有表兄弟姊妹通婚的情形。一般結婚後，妻子就被視為是夫家的一員，兒女也是從父親的姓，不過若是入贅，先生則成為妻家的一員，兒女則是從母親的姓。同时，自明清以来，中国社会提倡女性守节，女性离婚、寡妇改嫁都是不名誉的事。
20世纪之前，中國固有的婚姻、家庭习俗中，結婚之目的是為家、為祭祀祖先，乃至為兩姓之好而結合，故當事人的夫妻本身居於次要地位，主婚人往往是家中尊長或父母，有絕對的權威決定。尊長或父母決定的包办婚姻是为社会主流。至中華民國民法第五編親屬於1930年制定時，第972條規定，婚約，應由男女當事人自行訂定；並於982條規定結婚時，亦僅要求公開之儀式及兩個以上之證人。主婚人不再具有法律上之意義，成年的當事人間締結婚姻，享有自主決定之自由。
1950年時颁布的《中华人民共和国婚姻法》大幅改變了中國婚姻的傳統，規定婚姻為一夫一妻制，男女平等，以及選擇伴侶的權利。自2003年10月起，結婚及離婚已不需要工作單位的許可。另外不接受强制性体检的情况下也可以申请结婚登记。像愛滋病感染者已被允許結婚，但精神疾病者結婚仍然是非法的。事实婚姻已被废除。
2020年5月28日，十三屆全國人大常委會表決通過《中華人民共和國民法典》取代既有的《中華人民共和國婚姻法》，於第五編中規定「婚姻家庭」。於第1040條明定「本編調整因婚姻家庭產生的民事關係。」該編強調婚姻家庭受國家保護。實行婚姻自由、一夫一妻、男女平等的婚姻制度（第1041條)。並採取結婚須登記，未辦理結婚登記的，應當補辦登記(第1049條），以強化對婚姻家庭的規訓，也對既有規定不足之處，予以優化及補充，例如就舊習再度於法律中重申禁止包辦婚姻、買賣婚姻和其他干涉婚姻自由的行為。禁止借婚姻索取財物」（第1042條）
相關法條
第1042條第1項:「禁止包辦、買賣婚姻和其他干涉婚姻自由的行為。禁止借婚姻索取財物」。第2項：「禁止重婚。禁止有配偶者與他人同居」。第3項：「禁止家庭暴力。禁止家庭成員間的虐待和遺棄」。
第1046條 結婚應當男女雙方完全自願，禁止任何一方對另一方加以強迫，禁止任何組織或者個人加以干涉。
第1047條 結婚年齡，男不得早于二十二周歲，女不得早于二十周歲。
第1049條 要求結婚的男女雙方應當親自到婚姻登記機關申請結婚登記。符合本法規定的，予以登記，發給結婚證。完成結婚登記，即確立婚姻關系。未辦理結婚登記的，應當補辦登記。

### 中華民國

#### 儀式婚
民國初年幅員廣闊，公開舉行婚禮儀式，2人見證婚禮，若未違反實質要件，一般即成立有效之婚姻。

缺失：
1. 儀式婚公示效果薄弱，並不以登記為要件，故在相關證明上未必可以確認當事人的婚姻狀態，故無法防止重婚及保護善意與之相婚的第三人。
2. 儀式婚之規定，適用上欠缺明確之認定標準，何種狀況符合所謂「公開」之儀式，而何種情況為「儀式」，並無絕對客觀標準，以致於實務上易生爭執，出現許多糾紛，嚴重者則被認定不符公開儀式意義即婚姻自始且絕對無效，以致影響當事人身分關係之安定。
3. 結婚採儀式婚，離婚採登記主義，兩者不能配合，因此若結婚時並未登記，己生婚姻生效之效果，但欲離婚時，須踐行登記方能為有效離婚，徒增當事人之困擾等缺失。[34]

#### 登記婚
臺灣自2008年5月23日，按《民法》第982條規定：「結婚應以書面為之，有2人以上證人之簽名，並應由雙方當事人向戶政機關為結婚之登記。」
|    | 新人只需帶身分證至戶政事務所登記（證人為戶政事務公務員）即為有效婚姻。 |
| —— |                                                                        |

依該條規定，當事人須符合三種形式要件:
1. 以書面作成的結婚書約
2. 二個以上的證人簽名：證人必須有完全行為能力，雖不以親自到場為必要，但必須有親自見聞婚姻之當事人有結婚的彼此合意，而願意負證明的責任而在結婚書約上簽名。
3. 共同至戶政機關為結婚登記：當事人原則上必須一同赴戶政機關辦理。

但除了形式的要件之外，當事人間仍然須符合法律所規範的實質要件，否則仍會影響結婚的效力。
1.須滿一定結婚年齡，即男女雙方皆18歲。(舊法原先規定為男須滿18歲，女滿16歲方可結婚，新法自2023年1月1日方正式施行新法)
2.須非禁止結婚範圍的親屬。
民法第 983 條
與左列親屬，不得結婚︰
一、直系血親及直系姻親。
二、旁系血親在六親等以內者。但因收養而成立之四親等及六親等旁系血親，輩分相同者，不在此限。
三、旁系姻親在五親等以內，輩分不相同者。
前項直系姻親結婚之限制，於姻親關係消滅後，亦適用之。
第一項直系血親及直系姻親結婚之限制，於因收養而成立之直系親屬間，在收養關係終止後，亦適用之。
3.須無監護人與受監護人關係，除非經受監護人父母之同意者。
4.須非重婚或同時與二人以上結婚。
5.須結婚時無不能人道而不能治之情況。
6.須結婚時非處於無意識或精神錯亂。
7.須非被詐欺或脅迫而結婚。

## 结婚纪念日

### 現代結婚周年稱呼
结婚周年一般有以下的稱呼（以下称呼主要在美国通用，各国会有差异）：
- 一年：纸婚
- 二年：布婚
- 三年：皮婚
- 四年：丝婚/绢婚
- 五年：木婚
- 六年：铁婚
- 七年：铜婚/毛婚
- 八年：电器婚/青铜婚
- 九年：陶器婚
- 十年：锡婚
- 十五年：水晶婚
- 二十年：搪瓷婚
- 二十五年：银婚
- 三十年：珍珠婚
- 三十五年：珊瑚婚/翡翠婚
- 四十年：红宝石婚
- 四十五年：蓝宝石婚
- 五十年：金婚
- 五十五年：翠玉婚/绿宝石婚
- 六十年：钻石婚
- 七十年：白金婚
- 八十年：鈦金婚

### 東亞傳統
按照漢字文化圈傳統，結婚六十周年的夫妻會重新舉行一次婚禮，稱為重諧花燭。

## 婚姻倦怠症
婚姻倦怠症 （Marriage Lassitude）是指配偶間相處久後，出現彼此不滿意、性生活頻率降低、相處避不見面，尤其以對方的財富為甚。